# NGC 6166C
NGC 6166C في الفهرس العام الجديد، هي مجرة، تقع في كوكبة الجاثي. اكتشفت بواسطة ويليام هيرشل.

## روابط خارجية
- NGC 6166C على موقع ويكي سكاي: DSS2, SDSS, GALEX, IRAS, Hydrogen α, X-Ray, Astrophoto, Sky Map, Articles and images